# Karl Robert Malmström
Karl Robert Malmström, född den 16 mars 1830 i Åbo, död den 21 maj 1900 i Sankt Andree, var en finländsk poet.
Malmström blev student vid Kejserliga Alexanders Universitetet i Finland i Helsingfors 1851, prästvigdes 1854 och verkade sedan som kaplansadjunkt och kaplan i Åbo domkyrkoförsamling till 1886, då han tillträdde S:t Andreas pastorat i Nyslotts stift.
Redan under studentåren framträdde Malmström som lyrisk diktare. 1856 utkom hans första häfte Dikter (nya tillökade upplagan 1872 och 1879). För ett längre poem, Elden, erhöll han 1871 Svenska akademiens mindre guldmedalj. 
Som lyriker rönte Malmström påverkan av Zacharias Topelius. Malmströms äldsta diktning står helt och hållet under inflytande av romantiken, vars symboliska naturbetraktelse och trånsjuka stämning han tillägnade sig.
Liksom Topelius tyckte han om att ge sina dikter en religiös ton. Det är dock värt att notera att Malmström i allt högre grad försökte distansera sig från den subjektiva sfär av känslor och fantasi som hade begränsat hans tidiga poesi.
Friskare stämningar möter i hans senare dikter, och ur flera av dem, till exempel Arbeta, Till Finlands folk med flera, talar en manlig och upphöjd världsåskådning. I tillfällighetsdikten framstår han genom oförarglig och uppfriskande humor.
Dessutom övade han publicistisk verksamhet som medarbetare i tidningen "Åbo underrättelser" 1859–1861 (det förstnämnda året var han bladets redaktör) och 1876–1900 (märket Ali).
Malmström skrev även ett skådespel, Erik Fleming, som på sin tid spelades såväl i Helsingfors som på andra orter. 1900 utgavs Samlade dikter jämte en levnadsteckning av Arvid Hultin.